# Udawalawe National Park
Udawalawe National Park är en nationalpark i Sri Lanka.   Den ligger i provinsen Uvaprovinsen, i den södra delen av landet, 130 km öster om huvudstaden Colombo. Udawalawe National Park ligger 109 meter över havet. Arean är 31 kvadratkilometer.